# Puymoyen

Puymoyen este o comună în departamentul Charente, Franța. În 1 ianuarie 2022 avea o populație de 2.394 de locuitori.